# Aquilonastra corallicola
Aquilonastra corallicola är en sjöstjärneart som först beskrevs av Marsh 1977.  Aquilonastra corallicola ingår i släktet Aquilonastra och familjen Asterinidae. Inga underarter finns listade i Catalogue of Life.